# Bemegrid
A bemegrid (INN: bemegride) színtelen, vízben kevéssé oldódó kristályos por. Infúzió formájában a barbiturát-túladagolás(en) ellenszere mint a központi idegrendszer és a légzőrendszer serkentője. Amifenazol(en)lal együtt morfiummérgezés ellen is alkalmazzák, mert erősíti annak hatását.
Tiltott doppingszer. Kozmetikai termék gyártásához nem használható fel.
Túladagolása görcsöket okoz; kísérleti állatokban használják is görcsök kiváltására.

## Alkalmazás
Ha a barbiturát mennyisége nem akkora, hogy befolyásolja a légzést és a vérnyomást, akkor a beteg egyszerűen kialussza a mérgezést. Ellenkező esetben azonban mesterségesen kell fenntartani az életfunkciókat, amíg a szervezet lebontja a barbiturátokat. Ez több napig is eltarthat, és nem ismert a lebontást felgyorsító eljárás.
A legnagyobb veszély a légzés megállása, az oxigénhiány és a szén-dioxid feldúsulása a vérben. Az orvos három dolgot tehet: mesterséges lélegeztetés, a szív leállása esetén elektrosokk, és a központi idegrendszer serkentése az életfunkciók fenntartására, szükség esetén dialízissel (művesekezeléssel) kiegészítve. Eközben a beteget melegen kell tartani, gondoskodni az oxigén- és folyadékellátásáról, a reflexek és a légzés fenntartásáról.
A bemegrid a központi idegrendszert serkentő szerek egyike. 0,5%-os infúzió formájában, másodpercentként egy csepp mennyiségben adagolják. A kezelést a barbiturátok teljes kiürüléséig kell folytatni akkor is, ha közben a fent leírt kezelésekre is szükség van.

## Készítmények
A nemzetközi gyógyszerkereskedelemben:
- Agipnon
- Ahypnon
- Antibarbi
- Benegrid
- Eukraton
- Malysol
- Megibal
- Megimid
- Megimide
- Mikedimide
- Zentraleptin

Magyarországon nincs forgalomban bemegrid-tartalmú készítmény.